# Кравань
Крава́нь, Кардамоновы горы (кхмер. Chuŏr Phnom Krâvanh) — горы на западе Камбоджи и юго-востоке Таиланда, протянувшиеся с северо-запада на юго-восток приблизительно на 350 км вдоль побережья Сиамского залива. На юго-востоке переходят в хребет Дамрэй. К востоку находится Камбоджийская равнина.
Высшая точка — гора Ораль (1813 м), которая является и высшей точкой Камбоджи.
На западных склонах выпадает 3800-5000 мм осадков в год, на восточных — 1000—1500 мм.
Горы Кравань сложены кристаллическими породами и песчаниками, плохо изучены, покрыты в основном труднопроходимыми тропическими дождевыми лесами. Имеются месторождения драгоценных камней. Фауна представлена многими редкими видами — обитают азиатский слон, индокитайский тигр, малайский медведь, гиббоны, тропические птицы. В водах распространены крокодилы и батагуры.
Из-за труднопроходимости, долгое время в горах располагались базы красных кхмеров.
На склонах гор выращиваются кардамон и перец чёрный.